# Mircea Șeptilici
Mircea Șeptilici (n. 2 august 1912, București – d. 1989, Montreal) a fost un celebru actor român de teatru și film.

## Biografie
Mircea Șeptilici s-a născut la 2 august 1912 în orașul București.
În 1933 a apărut volumul de poezie An din patru primăveri, al lui Mircea Șeptilici, pe atunci elev la Liceul "Matei Basarab" din București. Volumul era o reeditare a celui apărut la Editura "Pavel Suru" din București în 1932, sub pseudonimul Mihai Novac.
A absolvit în 1937 cursurile Academiei de Artă Teatrală din București.
Între anii 1948-1956 a fost arestat, fiind acuzat de activitate anticomunistă, ca membru în lotul „fugarilor de la Tămădău”.
În perioada regimului comunist, a emigrat în Canada, stabilindu-se la Montreal, unde a murit în anul 1989.

## Distincții
- Ordinul Meritul Cultural clasa a IV-a (6 noiembrie 1967) „pentru merite deosebite în domeniul artei dramatice”[5]

## Filmografie
- Telegrame (1960)
- Valurile Dunării (1960)
- Porto-Franco (1961)
- Cerul n-are gratii (1962)
- Celebrul 702 (1962)
- La patru pași de infinit (1964) - medicul chirurg Alex. Coman
- Calea Victoriei sau cheia visurilor (1966)
- Secția corecțională (1970) - film TV
- Cireșarii (1972) - serial TV
- Aventuri la Marea Neagră (1972)
- Agentul straniu (1974)
- Premiera (1976)
- Avocatul (1976) - film TV
- Marele singuratic (1977)
- Regăsire (1977)
- Jucătorii de cărți (1977) - film TV
- Bal în Poiana Zimbrilor (1979)
- Ultima noapte de dragoste (1980)
- Banchetul (1980) - film TV
- Vodevilul (1980) - film TV
- Șantaj (1981)
- Detașamentul „Concordia” (1981) - profesorul de limba română

## Autor
- Actul 3 din drama Insula de Mihail Sebastian, care murise în urma unui tragic accident de automobil la 29 mai 1945[6], piesă care a avut premiera în 17 septembrie 1947, la Teatrul Municipal, în regia lui  Mircea Șeptilici.[7]
- Ulise ... și coincidențele (Comedie în două părți de Mircea Șeptilici și Gh. Dumbrăveanu). Premiera în 9 octombrie 1969.[8]